# Enema of the State
Enema of the State es el tercer álbum de estudio de la banda estadounidense de pop punk Blink-182. Luego de una larga serie de giras y publicar álbumes, maquetas y EPs en discográficas independientes a lo largo de los años 1990, Blink-182 logró éxito comercial con el lanzamiento del disco Dude Ranch, de 1997. Para grabar su tercer álbum de estudio, el grupo reclutó al productor Jerry Finn, quien anteriormente había trabajado con Green Day en el disco Dookie, de 1994. Enema of the State fue el primer álbum de la banda en una discográfica internacional y el primero en contar con el baterista Travis Barker, quien reemplazó a Scott Raynor en 1998.
El trío grabó el álbum en un período de tres meses en numerosos estudios en su ciudad natal en San Diego y Los Ángeles. La adición de Jerry Finn como productor resultó ser positivo para la banda, ya que ayudó a pulir mezclas y lograr un sonido más inspirado en el pop. Las letras están inspiradas en relaciones y frustración adolescente. El guitarrista Tom DeLonge y el bajista Mark Hoppus se centraron principalmente en historias de amigos y situaciones autobiográficas para crear canciones relacionadas en torno a rupturas, fiestas suburbanas y madurez, así como temas más poco convencionales, como teorías de conspiración de ovnis. La icónica portada de Enema of the State cuenta con la estrella porno Janine Lindemulder vestida con un uniforme de enfermera. El título es un humorístico juego de palabras sobre el «Enemy of the State» (en español, «Enemigo del estado»).
El disco recibió reseñas positivas por parte de los críticos profesionales, aparte de ser un gran éxito comercial. Ha vendido más de 15 millones de copias en todo el mundo, convirtiéndose en el álbum más vendido del trío. «All the Small Things» se convirtió en el sencillo más exitoso del álbum, el cual reforzó la fama de la banda, y también se convirtió en un crossover hit. Además, los videos musicales de cada uno de los sencillos del disco fueron muy populares y recibieron gran rotación en MTV. En los años posteriores a la publicación del álbum, Enema of the State impactó de forma considerable en la música pop punk contemporánea, esto ha permitido a los críticos considerarlo como un histórico álbum de rock.

## Contexto
En junio de 1997 Blink-182 lanzó su segundo álbum de estudio, Dude Ranch, y fue un éxito para el grupo: En febrero de 1998 la Recording Industry Association of America (RIAA) lo certificó con un disco de oro y su primer sencillo, «Dammit (Growing Up)», tuvo una gran acogida en las radios de rock de la costa oeste de los Estados Unidos. A mediados de 1997, la banda, a esa altura formada por Mark Hoppus, Tom DeLonge y Scott Raynor, se embarcó en un extenso período de giras, que incluyó todas las fechas del Vans Warped Tour de ese año. La intensa agenda les dejó poco tiempo de descanso y cada vez que regresaban a sus residencias en San Diego, California, era días antes de emprender la siguiente gira. Esto interfirió en la vida personal de los miembros, DeLonge explicó: «Cuando realizamos nuestro tramo más largo de la gira, fue justo cuando empecé a salir con mi prometida. [...] Era todo nuevo y estábamos enamorados, y tuve que irme. Fue como "Bueno, nos vemos en nueve meses"».

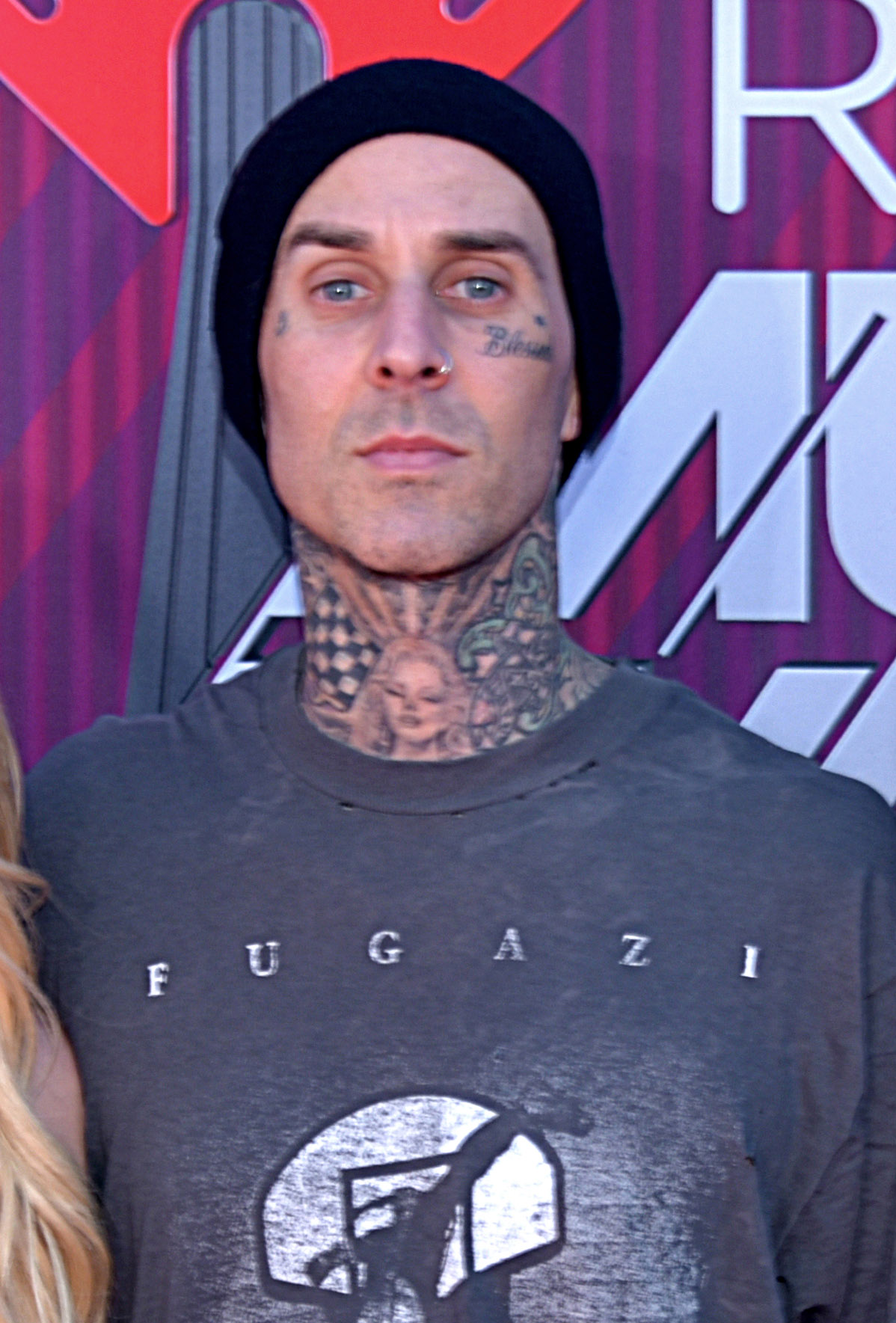
Enema of the State es el primer álbum de Travis Barker con Blink-182.

La falta de descanso y el exceso de trabajo resultó en discusiones y tensión entre los integrantes. Raynor, quién previamente había expresado su deseo de asistir a la universidad, empezó a realizar tareas del colegio en medio de la gira para terminar la secundaria. Los problemas internos se acentuaron en febrero de 1998, cuando el grupo se embarcó en la gira y festival SnoCore, que Hoppus consideró el peor tour que habían hecho hasta la fecha. La banda disfrutaba de su mayor momento de éxito y compartía escenario con bandas como Primus, aun así, Raynor tomó distancia con el resto de los miembros. Para lidiar con problemas personales, el baterista empezó a beber y esto afectó las actuaciones de la banda, al punto de dejar «caer sus palos de batería diez veces» en un espectáculo. A esta altura, tanto Hoppus como DeLonge solo lo veían al momento de subirse al escenario. Poco tiempo después, emprendieron una pequeña gira por la costa oeste de los Estados Unidos, pero en un punto de esta, Raynor anunció que no iba a continuar con la misma. Tras su partida, Hoppus y DeLonge reclutaron a Travis Barker, que tocaba en la banda ska punk The Aquabats. En su primera presentación Barker no tuvo tiempo para prepararse o practicar con el dúo, pero aprendió el repertorio de veinte canciones en cuarenta y cinco minutos, y lo interpretó sin problemas. Adam Deibert, integrante de The Aquabats, mencionó sobre la participación del baterista en Blink-182: 

«Recuerdo a Travis ensayar entre bastidores durante una o dos horas, y luego tocar con ellos durante la prueba de sonido. Algunos de nosotros estábamos parados detrás del escenario y recordamos vívidamente la sensación de "este es el nuevo Blink". Deberíamos haber buscado un nuevo baterista en ese momento porque era obvio a qué banda pertenecía».

 El tour culminó con un espectáculo agotado en el Hollywood Palladium en Hollywood, lugar con el que habían soñado tocar durante años. A pesar de su reciente salida, Raynor volvió para este último concierto.
Luego de una exitosa gira por Australia, Hoppus y DeLonge le presentaron un ultimátum al baterista: dejar de beber o ir a un centro de rehabilitación. Tras un fin de semana para considerar opciones, Raynor le informó su decisión al resto de los miembros. De acuerdo con el baterista, lo despidieron a través de una llamada telefónica aún cuando aceptó ir a rehabilitación. A pesar de esto, no acusó a la banda de malas intenciones y admitió que tomaron la decisión correcta. Para julio de 1998 Barker se unió a Blink-182 a tiempo completo y estuvo de gira con la banda durante el resto de ese año.

## Grabación y producción
| «Dude Ranch había conseguido ser oro y estaba toda esta presión sobre nosotros para hacer un buen álbum. La gente nos preguntaba si teníamos miedo de grabar el sucesor. Nosotros ni siquiera pensábamos en eso, simplemente [queríamos] escribir buenas canciones».—Hoppus sobre la presión de grabar Enema of the State. |

El grupo comenzó a trabajar en su tercer álbum a finales de 1998, tan pronto MCA Records les dio su primer gran presupuesto. Blink-182 llevaba dos años sin estar en un estudio y los miembros estaban ansiosos por grabar nuevo material. Para producir Enema of the State eligieron a Jerry Finn, quien previamente había trabajado en Dookie de Green Day. El grupo quedó impresionado con su trabajo luego de grabar con él la canción «Mutt» para la banda sonora de la película American Pie (1999). Aunque Hoppus destacó su conocimiento en música punk, el productor también los ayudó a crear un sonido más orientado al pop.
La banda decidió regresar a los DML Studios, donde anteriormente habían trabajado en Dude Ranch, para escribir canciones. Don Lithgow, propietario y operador de DML, notó que la fama de la banda había aumentado considerablemente: «Fue diferente a sus otras sesiones, las chicas daban vueltas por fuera del estudio, llamaban a sus amigos por los teléfonos celulares. Todos querían autógrafos. […] Ellos abrían las puertas y dejaban a sus seguidores ingresar en el estudio». En sus álbumes previos, Hoppus y DeLonge escribían canciones y luego se las enseñaban a Raynor, pero esta vez la escritura contó con la presencia de los tres integrantes. Por este motivo, Barker, que vivía al este de Los Ángeles, viajaba todos los días desde Riverside hasta Escondido, en el norte de San Diego, para participar del proceso. Cuando componían, las canciones a veces empezaban con Barker tocando un ritmo de batería y tanto Hoppus o DeLonge procedían a escribir con eso en mente. Otras veces, uno de ellos escribía un hook y trabajaban en conjunto para ver como hacerlo funcionar en una canción. El trío completó la escritura en dos semanas y quedaron satisfechos con el resultado.
En enero de 1999, luego de completar la escritura y luego de realizar demos, la banda se dirigió a los Mad Hatter Studios en Los Ángeles para grabar las pistas de batería. Barker las terminó en pocos días, ya que de acuerdo con el músico, la banda estaba bien ensayada y no iban a perder tiempo. El productor les exigió en el estudio para así poder grabar las mejores tomas posibles. DeLonge dijo que «realmente» confiaron en Finn y que con él aprendieron a «tocar bien» y «grabar» porque «no dejó pasar nada» por alto. Finn proporcionó una variedad de amplificadores y equipos, por lo que el trío no se vio obligado a alquilar el equipo como en el pasado. Los miembros consideraron entretenido el proceso con Finn ya que era alguien con quien congeniaban y en donde había días que se llevaba a cabo muy poco trabajo. Hoppus expresó que el transcurso de grabación podía ser bastante monótono, pero que con  Finn al menos podían reír.
En esta ocasión pasaron más tiempo en el estudio que en previas ocasiones, lo que les permitió experimentar y probar «cosas diferentes».  Al final de la grabación Finn les sugirió colaborar con el tecladista Roger Joseph Manning, Jr., conocido por trabajar con Beck. Hoppus se mostró opuesto a la idea porque la mayoría de los seguidores de la banda eran fanáticos del punk rock y podrían no ser receptivos a la incorporación de teclados. No obstante, el grupo finalmente se vio abierto a la idea del productor. Manning dijo que fue divertido trabajar con ellos y que «acogieron con agrado» todas sus ideas. El primer sencillo se estrenó mientras la banda no había terminado de grabar el disco: 

Seguíamos en el estudio grabando las últimas partes de las voces para "Enema of the State", y yo estaba en el estudio con (el productor) Jerry Finn y acababa de cantar una canción llamada 'The Party Song', y estábamos yendo a comprar jugo en Hollywood. Íbamos en el auto y escuchamos en KROQ 'What's My Age Again?' por primera vez, estreno mundial, y fue una sensación increíble.

La grabación se prolongó por un período de cuatro meses y terminó en febrero de 1999. El proceso tuvo lugar en varios estudios en el sur de California, incluyendo Signature Sound y Studio West en San Diego, Big Fish Studios en Encinitas, y Conway Recording Studios y The Bomb Factory en Los Ángeles. Cuando terminaron todos quedaron muy orgullosos del resultado, DeLonge comentó: «Cuando terminamos, estábamos tan emocionados. Era como una obra maestra para nuestra banda […] Sabíamos que esto era lo mejor que habíamos hecho». Hoppus sintió que la banda había alcanzado el punto más puro, un sonido más limpio por el cual habían luchado por conseguir. Por su parte, Finn lo sintió de la misma manera, estaba orgulloso de su trabajo en él y creyó que el álbum atraería a las masas. Para Tom Lord-Alge, el mezclador del álbum, la banda tenía una meta y era hacerlo sonar lo más agresivo posible. La mezcla de Alge se completó en South Beach Studios, Miami, Florida. Por último, el álbum fue masterizado por Brian Gardner en Bernie Grundman Mastering, Hollywood.

## Estilo y sonido
Enema of the State es un disco de pop punk y skate punk, sus canciones tienen un ritmo rápido y tratan sobre la «falta de objetivos de los adolescentes, corazones rotos y confusión general». Resumiendo el concepto del disco, The New York Times llamó al material una muestra con canciones sobre la inutilidad adolescente, con un toque tierno de introspección. Las canciones son principalmente autobiográficas o inspiradas de experiencias de amigos de la banda. Enema of the State gira en torno a la edad y la madurez, «más específicamente la falta de esta, la actitud sobre la falta de esta, o su la eventual incursión en esta». La banda decidió hacer énfasis en arreglos, armonías e ideas melódicas en lugar de priorizar el ritmo rápido de Dude Ranch. La idea surgió de la propia banda y no de la discográfica. Barker esperaba darle a las canciones tempos variados, algo que carecían en las grabaciones anteriores. Barker comentó: «Le dije a Mark y Tom: "Va a ser repetitivo si todas nuestras canciones tienen el mismo ritmo de punk-rock todo el tiempo. ¿Por qué no probamos algunos tempos diferentes?"». DeLonge se vio abierto a las ideas propuestas por el baterista, y respondió: «Amigo, solo toco la guitarra y escribo melodías. Tú eres dueño de los ritmos. Si tienes una idea, eso es lo que se supone que debes hacer».

### Canciones
El álbum comienza con «Dumpweed» la cual explora la frustración sexual. La canción gira en torno al hook «I need a girl that I can train» haciendo alusión al entrenamiento de perros. DeLonge, su compositor, explicó en el folleto de la gira del 2000: «Las chicas son mucho más inteligentes que los chicos y pueden ver el futuro y nunca olvidar el pasado. Eso deja al perro como la única cosa que los hombres son más inteligentes». La canción es una «queja inexperta sobre las chicas que no siempre hacen exactamente lo que te gustaría que hicieran». A la pista le sigue «Don't Leave Me», una canción sobre una ruptura amorosa que Hoppus escribió en diez minutos. «Aliens Exist» tiene su origen en el interés de DeLonge por los ovnis y las teorías de la conspiración. «Going Away to College» fue otra canción que Hoppus escribió en diez minutos, mientras estaba en su casa enfermo el día de San Valentín de 1999. Mientras miraba la película Ya no puedo esperar, Hoppus comenzó a pensar en «lo mucho que apesta cuando las personas están enamoradas en la escuela secundaria» y se ven obligados a separarse después de graduarse de secundaria para ir a diferentes universidades en diferentes ciudades. Como se grabó tarde en la producción, la banda tuvo que volver a Los Ángeles para grabar la pista de batería de Barker. La pista sigue directamente a «What's My Age Again?», también escrita por Hoppus, la creó en parte como una broma para entretener a sus amigos. Se llamó en un principio «peter pan complex», y es sobre una persona en sus veinte pero que sigue actuando como adolescente.
«Dysentery Gary» fue escrita por DeLonge y trata sobre un crush platónico que elige a otra persona. Fue una de las primeras canciones que la banda escribió con Barker, quien incorporó un «ritmo latino» en la batería. La octava canción, «Adam's Song», fue escrita por Hoppus con base en la soledad que sintió en el previo año de gira. Cuando Hoppus presentó la canción a la banda, el trío reaccionó positivamente pero se mostró reacio a agregarla al disco, creyendo que la letra oscura podría desanimar a los oyentes. Hoppus terminó la pista vocal de la canción en una sola toma. «All the Small Things» fue compuesta por DeLonge como una oda a su novia y a una de sus bandas favoritas, los Ramones. Durante el proceso de grabación de Enema of the State, DeLonge llegó a casa y encontró rosas en la parte superior de las escaleras de su novia, lo que inspiró la frase: «She left me roses by the stairs; surprises let me know she cares». «The Party Song» surgió cuando Hoppus asistió a una fiesta «infestada de deportistas» en la universidad de San Diego, donde conoció a algunos estudiantes que tenían un gran concepto de sí mismos. Desinteresado en la fiesta, sintió que preferiría estar en casa. «Mutt» fue escrita por DeLonge para su amigo Benji Weatherly y su aparición en el video de surf de Taylor Steele The Show. La primera versión de "Mutt", con Scott Raynor en la batería, se grabó con el productor Mark Trombino en 1998 y aparece en la banda sonora de la película American Pie, de 1999. El título de "Wendy Clear" proviene del barco de Hoppus, llamado "Wendy". Hoppus escribió la canción mientras estaba de gira con MxPx y es sobre estar enamorado de "alguien que se supone que no te debe gustar". Por último, "Anthem", la canción final de Enema of the State, trata sobre estar atrapado en los suburbios, anhelando la libertad. Se basa en cuando DeLonge estaba en la escuela secundaria y les dijo a sus compañeros que su banda tocaría en la casa de un amigo. Más tarde, la fiesta fue arrestada por la policía y estalló una "pelea gigante". Hoppus sintió que era un resumen perfecto de los temas del álbum: "mucha angustia juvenil, energía y malestar suburbano".

## Portada

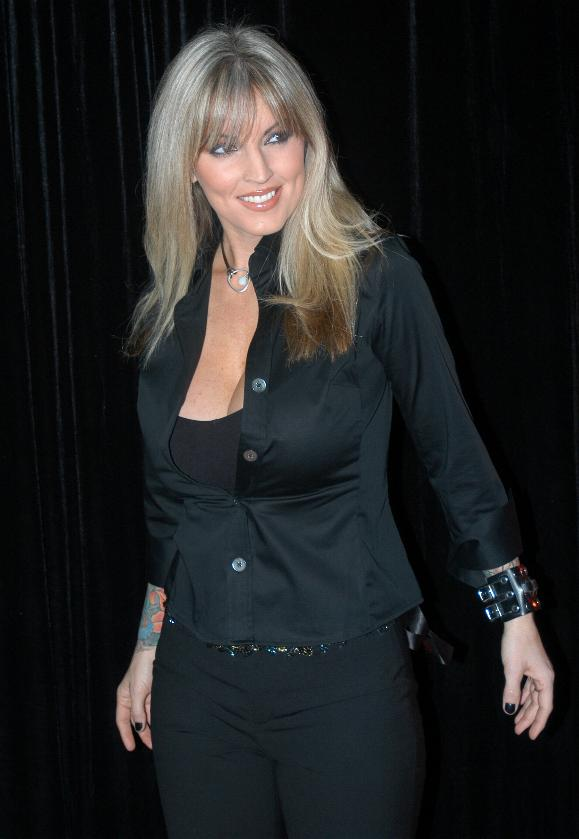
La actriz porno Janine Lindemulder es quien aparece en la portada.

La portada consta de la actriz porno Janine Lindemulder vestida con un uniforme de enfermera, tirando de un guante de goma que lleva puesto. El grupo aparece semidesnudo en la contraportada mientras Lindemulder prepara una inyección. El trío no estaba al tanto del hecho de que Lindemulder trabajaba en la industria pornográfica hasta que el productor Jerry Finn se los informó. La discográfica les entregó una pila de imágenes de posibles mujeres para la portada, y los integrantes eligieron a Lindemulder. De acuerdo con Hoppus, la intención siempre fue tener una nurse sexy en la portada, y las mujeres que consideraron eran modelos tanto de Playboy como de Vivid Entertainment. David Goldman llevó a cabo la sesión de fotografía el 12 de marzo de 1999, y no conoció al grupo hasta el día de la toma.
 En 2012, comentó que el guante se inspiró en el título original del álbum. Comentó al respecto: «Hasta el último momento, el nombre del álbum era Turn Your Head and Cough, y por eso es que traje la idea del guante. Obviamente un enema no es una cosa de guantes, pensé que era bueno visualmente». Lindemulder también apareció en los videos musicales de «What's My Age Again?» y «Man Overboard».
Existen tres versiones de la portada. La primera publicada tiene una cruz roja en el gorro de la nurse y una B mayúscula y en logo de Blink-182. El grupo prefería la b en minúscula, por lo que la segunda versión cuenta con la cruz roja y la b en minúscula. En un comentario en Reddit en junio de 2013, Hoppus declaró que la Cruz Roja Americana presionó a la banda para remover la cruz roja de la portada. La organización expresó que de no hacerlo, estarían violando los Convenios de Ginebra. La banda respetó la solicitud y, por lo tanto, la tercera versión de la portada del álbum presenta un gorro de enfermera blanco. La tercera portada es la única que tiene la pegativa de Parental Advisory por las letras de «Dumpweed» y «Dysentery Gary». Hoppus dijo que la controversia que algunos tuvieron con la portada era exagerada y que solo era una fotografía de una mujer. La dirección de arte del álbum estuvo al mando de Tim Stedman, con Stedman y el diseñador gráfico Keith Tamashiro diseñando el empaquetado. La portada es considerada icónica por diversas publicaciones y medios. En 2015, Billboard la catalogó dentro de las quince mejores de todos los tiempos diciendo «es una imagen grabada en la mente de todo espectador de TRL, una que se volvió instantáneamente icónica».

## Lanzamiento y rendimiento comercial
Para mayo de 1999 Dude Ranch estaba cerca de la certificación de platino y las expectativas de ventas para Enema of the State eran altas. Los Angeles Time publicó un artículo el sábado dos días antes del lanzamiento del álbum, señalando: Los músicos son optimistas acerca de las posibilidades de repetir o superar las ventas de Dude Ranch y que ya han tenido más éxito del que anticipaban. MCA Records publicó el álbum el 1 de junio de 1999 y debutó en la novena posición en el Billboard 200 tras vender 109 000 copias en la primera semana. La banda estaba e telonera de Lagwagon en Europa cuando los ejecutivos de MCA se comunicaron con la banda por teléfono por el alza e ventas, Joey Cape, líder de Lagwagon recuerda: Estaban vendiendo como 90,000 discos al día [...] Yo decía cosas como, '¿Qué hacen aquí? ¡Vayan a casa! ¿Por qué quieren estar de gira con Lagwagon?". En un concierto poco después de publicar el álbum, Noodles de la banda The Offspring se acercó a DeLonge para felicitarlo. DeLonge dijo: me mira directamente a los ojos y dice: "Ustedes son los siguientes".
El álbum vendió casi cuatro veces más rápido que Dude Ranch y envió a las tiendas unidades equivalentes a un disco oro, a diferencia de su antecesor, que tardó siete meses en lograr esa certificación. Luego de cuatro meses se convirtió en disco de platino, triple de platino en enero de 2000. Finalmente, en febrero de 2001 la Recording Industry Association of America lo certificó con 5 discos de platino. El álbum también tuvo buen rendimiento en el mercado internacional. Se convirtió en cuatro veces platino en Canadá y triple platino en Australia. Alcanzó el puesto siete en las listas canadienses y la posición número dos en Nueva Zelanda, done recibió la certificación de doble platino. También fue certificado doble platino en Italia, platino en el Reino Unido y oro en otros seis territorios: Austria, Alemania, Indonesia, México, Filipinas y Suiza. Para promover aún más Enema of the State, el trío hizo un cameo en American Pie, una comedia para adolescentes estrenada varias semanas después del lanzamiento del álbum. Hoppus, DeLonge y Barker aparecen en una escena en la que son interrumpidos mientras ensayan para ver un webcast en una computadora. La música de Enema of the State también se utilizó en la película y en su banda sonora.

## Recepción

### Reseñas
La respuesta crítica inicial a Enema en el momento de su lanzamiento fue favorable, aunque algunos críticos lo encontraron infantil. El New York Times designó el disco como su 'Álbum de la semana', mientras que Stephen Thomas Erlewine de AllMusic lo describió como un "disco divertido que es mejor que el lanzamiento neo-punk promedio". Neva Chonin ' Rolling Stone lo encontró "inofensivo, pero lo suficientemente retorcido como para fomentar el tipo de rebelión contra todo lo que generó el rock & roll en el pasado". Paul Verna ' Billboard calificó el disco como "breve, directo y lleno de actitud", mientras que Kerrang! El crítico escribió que el álbum incluye "suficiente energía, actitud y canciones geniales aquí para garantizar que Blink sea recordado por algo más que la desnudez en el escenario". A Stephen Thompson de The AV Club le resultó "difícil de odiar", escribiendo, "la música enganchada del trío [es] tan inteligentemente concebida como sus letras [son] estúpidas". New Musical Express (NME) fue cruel en su evaluación, calificando el disco de despreciable, "totalmente desdentado y sin alma" y ridiculizando a la banda como "tan mala, tan sin sentido, como los cock-rockers y hippy wankers punk originalmente buscado destruir".
En las décadas transcurridas desde su debut, Enema of the State ha sido ampliamente aclamado como un clásico del pop-punk, y una de las obras definitorias del género. Jeremy Gordon en Pitchfork calificó el disco como sensible y juvenil en igual medida; un combo "sorprendentemente efectivo". Jeff Yerger de Stereogum lo vio como un sucesor canónico espiritual de Dookie, y lo calificó como "el conjunto de canciones más fuerte que [Blink] jamás haya escrito [...] la química entre los tres miembros es instantáneamente gratificante". Billboard describió el álbum como un "clásico" en una revisión retrospectiva, llamándolo "el lote de canciones más pegadizo que la banda haya escrito jamás" y elogió el salto en la calidad tanto en la producción como en la voz en comparación con su predecesor. Andy Greene de Rolling Stone lo calificó como un "punto de referencia", mientras que Dan Weiss, escribiendo para The Recording Academy, elogió sus "guitarras con un sonido notablemente limpio, [y] la percusión hiperactiva de Barker".

### Crítica
El éxito del álbum, así como su sonido más limpio y las apariciones del grupo en MTV, hicieron que muchos fanáticos de toda la vida acusaran a la banda de " venderse ". Muchos comentaristas afirmaron que el sonido pop pulido de la banda solo se parecía remotamente a la música punk. Aunque el video de "All the Small Things" fue filmado como una burla de las bandas de chicos y el pop adolescente, "la fama [no] discriminó según el origen: pronto el grupo fue tan famoso como aquellos a los que parodiaba". "Blink ahora tenía el respaldo de una importante compañía discográfica ... al igual que los actos de pop sintetizado que estaban falsificando", dijo el periodista británico Tim Footman. "¿De qué manera eran menos 'pop' que Sugar Ray y 98 Degrees ?" Matt Diehl, autor del libro My So-Called Punk, dijo que la base de la sátira es delgada: "Para los oídos experimentados, Blink-182 sonaba y se veía tan fabricado como los ídolos del pop de los que se burlaban". La banda enfrentó una reacción violenta poco después de que se lanzara Enema of the State por parte de varios actos punk y emo que deseaban no estar asociados con su música.
Tristin Laughter, empleada del sello discográfico del Área de la Bahía Lookout! Records, escribió en una edición del influyente Punk Planet que la banda tendría un impacto genuinamente negativo en el punk y acusó a la banda de misoginia. DeLonge respondió a las acusaciones y comentó: "Me encantan todas esas críticas, ¡porque a la mierda todas esas revistas! Odio con pasión el Maximumrocknroll y todas esas revistas que creen que saben lo que se supone que es el punk. Creo que es mucho más punk cabrear a la gente que conformarse con todos esos puntos de vista veganos ". Mientras que los veteranos del ska Blue Meanies intentaron empatizar ("Creo que ellos [Blink] solo están tratando de entrar en la mentalidad de un adolescente, lo que significa mucha curiosidad sobre el sexo"), otros, como John Lydon, líder de los Sex Pistols y Public Image Ltd, descartó a la banda como un "montón de chicos tontos ... una imitación de un acto de comedia."

## Legado
El disco demostró ser muy influyente en el género pop-punk. Con el lanzamiento del disco, Blink-182 se convirtió en una celebridad y en la banda pop-punk más grande de la época. La brillante producción instantáneamente diferenció a Blink-182 de otros actos punk cruzados, como Green Day. En 2011, The New York Times le dio crédito al disco por "[tomar] el núcleo ya juguetón del punk y [darle] un pulido brillante y accesible", calificándolo como "una de las músicas más pegadizas de la época". Matt Diehl, autor de My So-Called Punk, escribe que los acólitos de la corriente principal de su sonido produjeron efectos profundos en el género "pop punk", como el desarraigo de la identidad de la escena regional; debido a su gran popularidad, las bandas de pop punk se convirtieron en algo común. fuera de los orígenes del género. Jon Blisten de Beats Per Minute escribe que "el éxito ' Enema perpetuó la viabilidad del pop-punk en la radio principal, que es donde la progenie de Blink — bandas como Fall Out Boy, Simple Plan y New Found Glory - recibiría una cantidad decente de difusión". Nicole Frehsée ' Rolling Stone escribió que el álbum influyó en los aficionados emo, mientras que MTV News acreditó el álbum, junto con Something to Write Home About de Get Up Kids (1999) como pioneros del emo pop, llamándolos "algunos de los miembros de la escena". discos más influyentes".
Enema of the State ha sido llamado una representación precisa de la vida adolescente de clase media, especialmente en el momento de su lanzamiento. Entertainment Weekly lo llamó la "encapsulación perfecta de la mentalidad masculina adolescente estadounidense alrededor de 1999". Nitsuh Abebe de Nueva York describe la inmensa popularidad del disco entre los adolescentes en un artículo que mide su influencia: "Después de figurar en singles, videos, grabaciones de CD-R, copias repetidas en autos de amigos y sótanos terminados, aparentemente esto fue suficiente para crear una inmersión general entre los veintitantos millones de adolescentes de Estados Unidos". Alternative Press ha clasificado a Enema of the State entre los mejores trabajos de producción de Jerry Finn, y la revista de música británica Rock Sound lo calificó como el número 2 en su lista de "101 Modern Classics" en 2012, escribiendo: " Enema no solo llevar el pop-punk a las masas, marcó un cambio completo en la forma en que la televisión, la radio y el mundo en general la veían". En 2014, Ian Cohen de Pitchfork notó la gran influencia del álbum: "En un sentido literal, muchas bandas independientes evolucionaron no de Velvet Underground o Sonic Youth, sino de Smash, Dookie o Enema of the State, discos que sirvieron como manuales para principiantes e inspiraron músicos en gran número para comprar su primera guitarra". Asimismo, Scott Russo de la banda Unwritten Law comentó que, luego del lanzamiento del álbum, recibiría CD de los fanáticos que imitaban el sonido brillante que hizo famoso al álbum. "Fue revolucionario, fue tan revolucionario como Green Day cuando llegó, simplemente no obtuvieron el crédito", comentó Russo en 2009.
En 2014, Alternative Press realizó un especial en celebración del decimoquinto aniversario del álbum, que contiene reflexiones de miembros de bandas influenciadas por el álbum, incluidas The Maine, The Story So Far, Mayday Parade y Yellowcard, entre otras. "Cuando escuché lo enorme y épico que era Enema por primera vez, me voló la cabeza. Definitivamente me hizo querer ser un mejor compositor y hacer discos con un sonido más grande", dijo Ryan Key de Yellowcard. En el artículo, la revista le da crédito al álbum por "cambiar sin ayuda la cara del rock convencional". Property of Zack también le dio al álbum una función de decimoquinto aniversario, comentando: " Enema of the State se ha convertido en el álbum más importante de nuestra comunidad general desde su lanzamiento en 1999. Es más importante, para esta generación actual y la anterior, que Dookie, o Smash, o lo que quieras poner en ese pedestal, y es probable que nunca renuncie a ese lugar en la parte superior de la clasificación".

### Reconocimientos
| Publicación   | Año  | Distinción                                           | Puesto | Ref.    |
| ------------- | ---- | ---------------------------------------------------- | ------ | ------- |
| Blender       | 2003 | 500 CDs You Must Own Before You Die                  | *      | [ 112 ] |
| Guitar World  | 2006 | 100 Greatest Guitar Albums                           | 66     | [ 113 ] |
| Kerrang!      | 2006 | 50 Greatest Punk Albums Ever                         | 14     | [ 114 ] |
| Kerrang!      | 2006 | 100 Greatest Rock Albums                             | 85     | [ 115 ] |
| Rock Sound    | 2006 | Top 150 Albums of Our Lifetime (1992–2006)           | 15     | [ 115 ] |
| Rock Sound    | 2012 | 101 Modern Classic Albums                            | 2      | [ 116 ] |
| Rock Sound    | 2014 | The 51 Most Essential Pop Punk Albums of All Time    | 1      | [ 117 ] |
| Billboard     | 2015 | The 50 Greatest Album Covers of All Time             | 13     | [ 57 ]  |
| Spin          | 2015 | The 300 Best Albums of the Past 30 Years (1985–2014) | 134    | [ 118 ] |
| Kerrang!      | 2015 | 51 Greatest Pop Punk Albums Ever                     | 1      | [ 119 ] |
| Rolling Stone | 2016 | 40 Greatest Punk Albums of All Time                  | 37     | [ 120 ] |
| Rolling Stone | 2017 | 50 Greatest Pop-Punk Albums                          | 2      | [ 121 ] |
| Loudwire      | 2022 | 50 Greatest Pop-Punk Albums of All-time              | 2      | [ 122 ] |

* designa las listas no numeradas.

## Promoción

### Sencillos

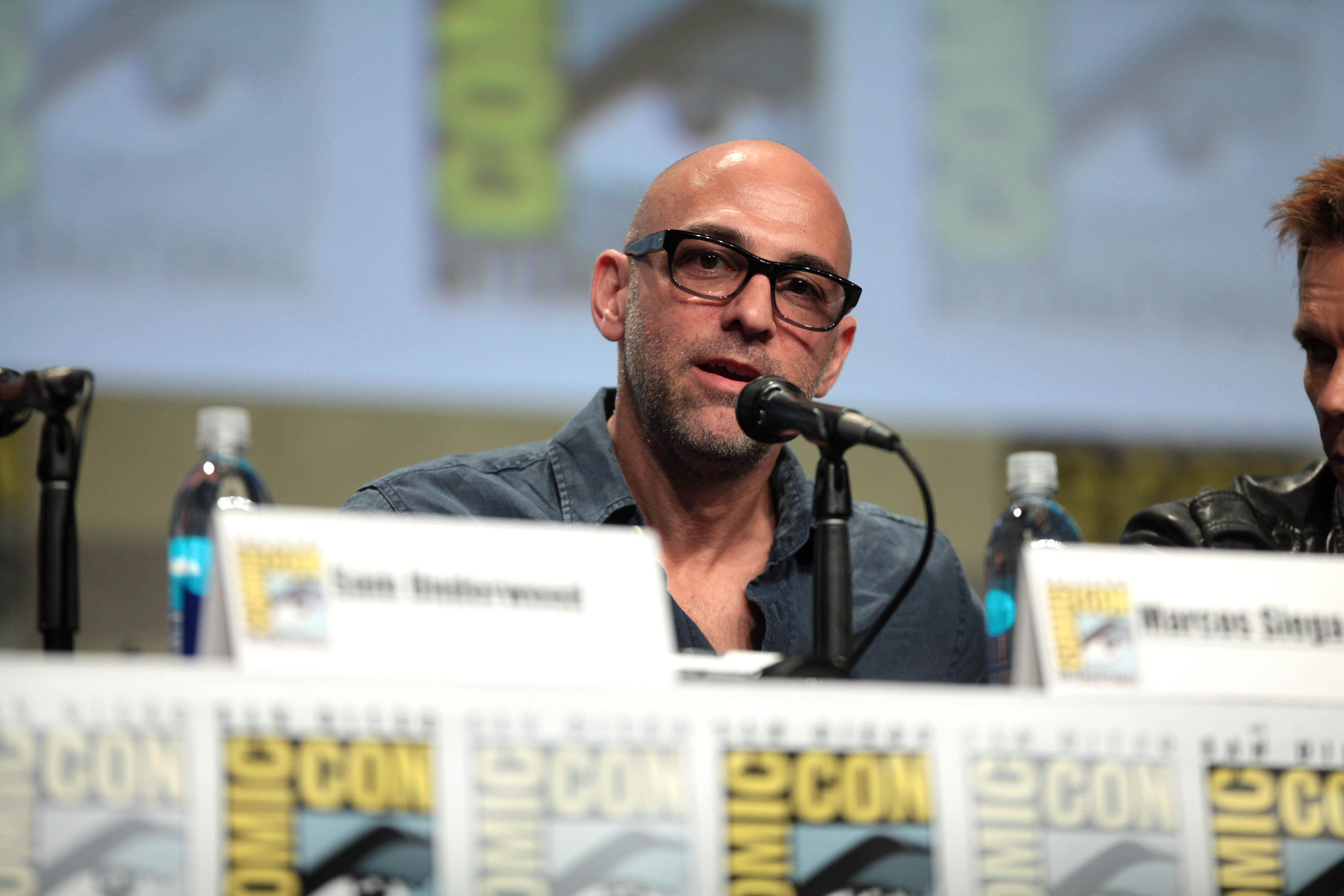
El director Marcos Siega dirigió los videos de «What's My Age Again?» y «All the Small Things»

Para su promoción, MCA Records lanzó los sencillos «What's My Age Again?», «All the Small Things», y «Adam's Song». Los tres fueron un éxito mucho más grande de lo que los integrante de la banda esperaban. "What's My Age Again?" se convirtió un fenómeno en la radio y en la televisión, tanto en las estaciones de música alternativa de estados unidos y en MTV. Fue un éxito en la lista Modern Rock Tracks donde alcanzó la posición número dos y se mantuvo ahpi 10 semanas detrás de Scar Tissue de Red Hot Chili Peppers. También llegó al top 20 en Reino Unido, donde se ubicó en el puesto diecisiete. El video para la canción lo dirigió Marcos Siega, y muestra a los integrantes de la banda corriendo desnudos por las calles de Los Ángeles.
«All the Small Things» se publicó a principios de los 2000 y logró un éxito aún mayor que el sencillo anterior. Ingresó tanto en diversas listas de música rock como de pop, y alcanzó la posición número seis en el Billboard Hot 100. En el conteo Modern Rock Tracks permaneció en la primera posición durante ocho semanas y en el top diez durante 20 semanas. También alcanzó el puesto dos en Reino Unido, y llegó al top diez en Italia, Irlanda, Austria, Suecia y Australia. El video musical de All the Small Things parodia videos de boy bands y artistas pop de la época, y cuenta con el trío participando en realizando coreografías y vistiéndose como integrantes de Backstreet boys, 98 Degrees y NSync. Marcos Siega le sorprendió que el video saliera tan bien, en un principio creyó que iba a ofender a espectadores de TRL y fanáticos de las boy bands. El director comentó al respecto: Creo que tuvimos el efecto opuesto. De alguna manera, creo que ese video puso a Blink en ese nivel popular con esas otras bandas. Nos estabamos riendo de ellos, pero se convirtió en lo que nos burlábamos. En los MTV VMA de 2000 lo nominaron a video de la año y mejor video de grupo, ganando este último.
Adam's Song fue el último y tercer sencillo, consiguió un éxito menor a los dos anteriores, pero aun así alcanzó la segunda posición en las listas de rock de estados unidos. En esta ocasión se mantuvo casi dos meses en ese puesto detrás de Otherside de Red Hot Chili Peppers. El grupo se vio envuelto en una controversia cuando Greg Barnes, un sobreviviente de la Masacre de la Escuela Secundaria de Columbine puso la canción en repetición en su estéreo y se suicidó en mayo del año 2000. Hoppus se enojó cuando recibió una llamada del mánager del grupo, Rick DeVoe, explicando lo que había pasado, ya que la canción tenía la intención de ser anti suicidio. Rolling Stone comparó la controversia con la de Ozzy Osbourne y la canción "Suicide Solution. Más allá de la controversia, conectó con los seguidores de la banda, quienes escribían cartas al grupo agradeciendo de haberle salvado la vida durante momentos difíciles. La constante exposición en la radio y de los videos en MTV y TRL cementó la imagen de la banda como estrellas en medio de un ambiente de boy bands y música teen pop.

### Gira

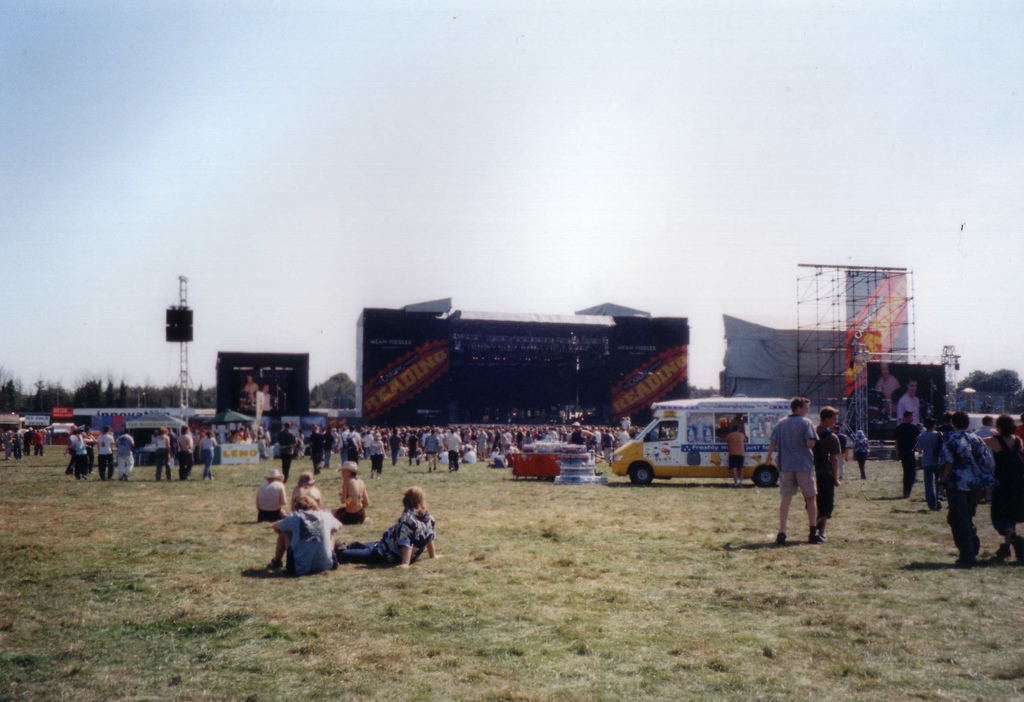
Blink-182 realizó una gira mundial en apoyo del disco, incluida una actuación en el Reading Festival de 2000 (en la foto)

Tras el gran presencia en las emisoras de radio y televisión, Blink-182 se embarcó en giras con las audiencias más grandes que habían tenido hasta la fecha. La gira Loserkids Tour empezó en otoño de 1999 y fue la primera gira en estadios. La banda se vio forzada a posponer fechas de la gira de primavera de Europa en el año 2000 cuando Barker y DeLonge contrajeron faringitis estreptocócica. El grupo toco en espectáculos agotados alrededor del mundo durante la gira de verano The Mark, Tom and Travis Show Tour. La gira se organizó como un autocine, con una valla publicitaria retro gigante suspendida del techo, y se proyectaron películas en la pantalla detrás de la banda, incluido porno gay antiguo como una broma. La gira fue una de las más esperadas de rock de la temporada y la banda salió de gira con Bad Religion y Fenix TX. Barker se rompió un dedo durante un altercado con dos hombres que coqueteaban con su novia en Ohio, y Damon Delapaz, guitarrista de Fenix TX, intervino en la batería de Barker. Hoppus recordó un sentimiento emocional abrumador cuando la banda agotó las entradas del Great Western Forum en Los Ángeles.
El grupo también tocó en el Festival de Reading y Leeds en agosto del 2000.
 Para celebrar el éxito del tour, el grupo lanzó el álbum en vivo The Mark, Tom, and Travis Show (The Enema Strikes Back!), que incluye fragmentos del diálogo en vivo que tenía la banda entre canciones. Publicado en noviembre de 2000, la banda volvió al estudio con Finn para completar Man Overboard, una canción que habían dejado sin completar en la grabación de Enema of the State. El úlitmo tour en apoyo al álbum fue el Honda Civic Tour en 2001, para lo cual la banda diseñó un Honda Civic para promocionar la empresa.
 En 2019 la banda dedicó fechas del tour con Lil Wayne para tocar Enema of the State completo en honor a los 20 años de lanzamiento. Esto concluyó en las primeras presentaciones de «Alien Exist» y «Anthem» desde la separación de la banda en 2005.

## Lista de canciones
| Enema of the State |                         |          |  |
| N.º                | Título                  | Duración |  |
| 1.                 | «Dumpweed»              | 2:23     |  |
| 2.                 | «Don't Leave Me»        | 2:23     |  |
| 3.                 | «Aliens Exist»          | 3:13     |  |
| 4.                 | «Going Away to College» | 2:59     |  |
| 5.                 | «What's My Age Again?»  | 2:28     |  |
| 6.                 | «Dysentery Gary»        | 2:45     |  |
| 7.                 | «Adam's Song»           | 4:09     |  |
| 8.                 | «All the Small Things»  | 2:48     |  |
| 9.                 | «The Party Song»        | 2:19     |  |
| 10.                | «Mutt»                  | 3:23     |  |
| 11.                | «Wendy Clear»           | 2:50     |  |
| 12.                | «Anthem»                | 3:37     |  |
| 35:17              |                         |          |  |

| Versión japonesa |                                          |          |  |
| N.º              | Título                                   | Duración |  |
| 13.              | «Dumpweed» (en vivo Londres)             | 3:24     |  |
| 14.              | «All the Small Things» (en vivo Londres) | 4:05     |  |
| 15.              | «Dammit» (en vivo Londres)               | 2:37     |  |
| 16.              | «Mutt» (en vivo Los Ángeles)             | 3:23     |  |
| 17.              | «Aliens Exist» (en vivo Los Ángeles)     | 3:13     |  |

| Edición de la gira australiana |                                      |          |  |
| N.º                            | Título                               | Duración |  |
| 13.                            | «Pathetic» (en vivo Los Ángeles)     | 2:28     |  |
| 14.                            | «Untitled» (en vivo Los Ángeles)     | 2:46     |  |
| 15.                            | «Josie» (en vivo Los Ángeles)        | 3:19     |  |
| 16.                            | «Aliens Exist» (en vivo Los Ángeles) | 3:13     |  |

## Posicionamiento en listas
| Alemania          | German Albums Chart      | 18 |
| Australia         | Australian Albums Chart  | 4  |
| Austria           | Austrian Albums Chart    | 6  |
| Bélgica (Flandes) | Belgian Albums Chart     | 11 |
| Canadá            | Canadian Albums Chart    | 7  |
| Estados Unidos    | Billboard 200            | 9  |
| Estados Unidos    | Catalog Albums           | 6  |
| Francia           | French Albums Chart      | 60 |
| Finlandia         | Finnish Albums Chart     | 23 |
| Irlanda           | Irish Albums Chart       | 31 |
| Italia            | Italian Albums Chart     | 5  |
| Noruega           | Norwegian Albums Chart   | 31 |
| Nueva Zelanda     | New Zeland Albums Chart  | 2  |
| Países Bajos      | Netherlands Albums Chart | 39 |
| Reino Unido       | UK Albums Chart          | 15 |
| Suecia            | Swedish Albums Chart     | 23 |
| Suiza             | Swiss Albums Chart       | 13 |

| País              | Lista                   | Mejor posición |      |      |      |      |      |
| 1999              | 1999                    | 1999           | 1999 | 1999 | 1999 | 1999 | 1999 |
| ----------------- | ----------------------- | -------------- | ---- | ---- | ---- | ---- | ---- |
| Alemania          | Australian Albums Chart | 55             |      |      |      |      |      |
| Estados Unidos    | Billboard 200           | 45             |      |      |      |      |      |
| 2000              |                         |                |      |      |      |      |      |
| Alemania          | German Albums Chart     | 65             |      |      |      |      |      |
| Australia         | Australian Albums Chart | 18             |      |      |      |      |      |
| Austria           | Austrian Albums Chart   | 33             |      |      |      |      |      |
| Bélgica (Flandes) | Belgian Albums Chart    | 79             |      |      |      |      |      |
| Canadá            | Canadian Albums Chart   | 36             |      |      |      |      |      |
| Estados Unidos    | Billboard 200           | 32             |      |      |      |      |      |
| Unión Europea     | European Albums         | 39             |      |      |      |      |      |
| Italia            | Italian Albums Chart    | 16             |      |      |      |      |      |
| Nueva Zelanda     | New Zeland Albums Chart | 11             |      |      |      |      |      |
| Reino Unido       | UK Albums Chart         | 65             |      |      |      |      |      |
| Suiza             | Swiss Albums Chart      | 56             |      |      |      |      |      |

### Certificaciones
| País           | Organismo certificador | Certificación | Ventas certificadas | Ref.    |
| -------------- | ---------------------- | ------------- | ------------------- | ------- |
| Alemania       | BVMI                   | Oro           | 150 000             | [ 68 ]  |
| Australia      | ARIA                   | 2× Platino    | 140 000             | [ 66 ]  |
| Austria        | IFPI – Austria         | Oro           | 7500                | [ 70 ]  |
| Canadá         | Music Canada           | 4× Platino    | 400 000             | [ 65 ]  |
| Estados Unidos | RIAA                   | 5× Platino    | 5 000 000           | [ 64 ]  |
| Unión Europea  | IFPI                   | Platino       | 1 000 000           | [ 153 ] |
| Filipinas      | PARI                   | Oro           | 20 000              | [ 68 ]  |
| Indonesia      | ASIRI                  | Oro           | 35 000              | [ 68 ]  |
| Italia         | FIMI                   | 2× Platino    | 200 000             | [ 68 ]  |
| México         | AMPROFON               | Oro           | 75 000              | [ 68 ]  |
| Nueva Zelanda  | RIANZ                  | 2× Platino    | 30 000              | [ 67 ]  |
| Reino Unido    | BPI                    | Platino       | 300 000             | [ 69 ]  |
| Suiza          | IFPI – Suiza           | Oro           | 15 000              | [ 71 ]  |

## Créditos y personal
| - Gary Ashley: A&R. - Travis Barker: batería. - Tom DeLonge: voz, composición, guitarra. - Mike Fasano: técnico de batería. - Jerry Finn: producción, producción de audio, mezcla. - Brian Gardner: masterización. - David Goldman: fotografía. - Darrell Harvey: asistente de ingeniería. - Mark Hoppus: voz, composición, bajo. | - Janine Lindemulder: modelo en portada. - Tom Lord-Alge: mezcla. - Roger Joseph Manning, Jr.: teclado. - John Nelson: asistente de ingeniería. - Sean O'Dwyer: ingeniería. - Robert Read: asistente de ingeniería. - Tim Stedman: dirección de arte, diseño. - Keith Tamashiro: diseño. |

Fuente: Allmusic y Discogs.